# Norge (1800)
Lo HDMS Norge è stato un vascello da 78 cannoni in servizio tra il 1801 e il 1807 nella Reale Marina dei Regni di Danimarca e Norvegia, e tra il 1807 e il 1816 nella Royal Navy britannica.

## Storia
Il vascello da 78 cannoni Norge, progettato dall'ingegnere navale Frantz Hohlenberg, venne impostato presso il cantiere navale Nyholm Dyd di Copenaghen il 13 aprile 1796, e varato il 29 settembre 1800 entrò in servizio attivo nella Kongelige danske marine.
L'unità fu catturata dalla Royal Navy dopo la seconda battaglia di Copenaghen il 7 settembre 1807. Arrivata a Portsmouth il 21 novembre dello stesso anno venne immessa in servizio come HMS Norge. All'atto dell'entrata in servizio l'armamento era composto da 28 cannoni da 32 libbre, 32 da 18 libbre, 6 da 12 libbre, e 12 carronate da 32 libbre. Al comando del captain Edmund Boger (aprile 1808-1809), nel gennaio 1809 l'unità partecipò all'evacuazione delle forze britanniche dal porto di La Coruna, in Spagna. La sua ridenominazione con il nome di HMS Nonsuch fu cancellata nel 1809. Nel gennaio 1811 il Norge completò un ciclo di lavori di raddobbo a Portsmouth, e al comando del captain John Sprat Rainer salpò per il Mediterraneo. Rainier fu poi sostituito dal captain William Waller, a sua volta sostituito dal captain Samuel Jackson nel 1812. In quell'anno il vascello fu attivo nel Mare del Nord, e nell'agosto del 1814, al comando del captain Charles Dashwood, partì per il Nord America per combattere nella guerra anglo-americana. Il Norge partecipò alla battaglia del lago di Borgne (14 dicembre 1814). Radiato nell'agosto 1815, il Norge venne venduto per demolizione a Chatam nel marzo 1816 per la cifra di 3.000 sterline, e subito demolita.

### Fonti
1. 1 2 3 4 5 6  Lyon, Winfield 2004, p. 41.
2. 1 2  Tree Decks.
3. 1 2 3 4 5 6 7 8 9  Tree Decks.